# العلاقات الهندية الفنلندية
العلاقات الهندية الفنلندية هي العلاقات الثنائية التي تجمع بين الهند وفنلندا.

## مقارنة بين البلدين
هذه مقارنة عامة ومرجعية للدولتين:
| وجه المقارنة                                              | الهند                       | فنلندا                                                                               |
| --------------------------------------------------------- | --------------------------- | ------------------------------------------------------------------------------------ |
| المساحة (كم2)                                             | 3.29 مليون                  | 338.42 ألف                                                                           |
| عدد السكان (نسمة)                                         | 1.35 مليار                  | 5.52 مليون                                                                           |
| الكثافة السكانية (ن./كم²)                                 | 410.33                      | 16.31                                                                                |
| العاصمة                                                   | نيودلهي                     | هلسنكي                                                                               |
| اللغة الرسمية                                             | اللغة الهندية، لغة إنجليزية | اللغة الفنلندية، اللغة السويدية                                                      |
| العملة                                                    | روبية هندية                 | يورو، ماركا فنلندية                                                                  |
| الناتج المحلي الإجمالي (بليون دولار)                      | 2.60 تريليون                | 251.88 مليار                                                                         |
| الناتج المحلي الإجمالي (تعادل القوة الشرائية) بليون دولار | 8.00 تريليون                | 231.84 مليار                                                                         |
| الناتج المحلي الإجمالي الاسمي للفرد دولار أمريكي          | 1.60 ألف                    | 42.31 ألف                                                                            |
| الناتج المحلي الإجمالي للفرد دولار أمريكي                 | 5.70 ألف                    | 40.68 ألف                                                                            |
| مؤشر التنمية البشرية                                      | 0.609                       | 0.883                                                                                |
| رمز المكالمات الدولي                                      | +91                         | +358                                                                                 |
| رمز الإنترنت                                              | .in، .भारत ‏، .بھارت ‏،        | .fi                                                                                  |
| المنطقة الزمنية                                           | ت ع م+05:30، توقيت الهند    | ت ع م+02:00، ت ع م+03:00، أوروبا/هلسنكي ‏، توقيت شرق أوروبا، توقيت شرق أوروبا الصيفي ‏ |

## مدن متوأمة
في ما يلي قائمة باتفاقيات التوأمة بين مدن هندية وفنلندية:
- ترتبط مومباي مع إسبو باتفاقية توأمة منذ 1968.[15][15][16][16]

## منظمات دولية مشتركة
يشترك البلدان في عضوية مجموعة من المنظمات الدولية، منها:
| علم المنظمة | اسم المنظمة                        | تاريخ انضمام الهند | تاريخ انضمام فنلندا |
| ----------- | ---------------------------------- | ------------------ | ------------------- |
|             | منظمة التجارة العالمية             | 1995               | 1995                |
|             | الاتحاد البريدي العالمي            | ?                  | ?                   |
|             | يونسكو                             | 4 نوفمبر 1946      | 10 أكتوبر 1956      |
|             | الفريق المعني برصد الأرض           | ?                  | ?                   |
|             | مؤسسة التمويل الدولية              | 20 يوليو 1956      | 20 يوليو 1956       |
|             | بنك التنمية الآسيوي                | 1966               | 1966                |
|             | منظمة حظر الأسلحة الكيميائية       | ?                  | ?                   |
|             | مؤسسة التنمية الدولية              | 24 سبتمبر 1960     | 29 ديسمبر 1960      |
|             | نظام تحكم تكنولوجيا القذائف        | 2016               | 1991                |
|             | وكالة ضمان الاستثمار متعدد الأطراف | 6 يناير 1994       | 28 ديسمبر 1988      |
|             | الاتحاد الدولي للاتصالات           | 1869               | 1 سبتمبر 1920       |
|             | منظمة الشرطة الجنائية الدولية      | ?                  | ?                   |
|             | الأمم المتحدة                      | 30 أكتوبر 1945     | 14 ديسمبر 1955      |
|             | البنك الدولي للإنشاء والتعمير      | 27 ديسمبر 1945     | 14 يناير 1948       |
|             | المنظمة الهيدروغرافية الدولية      | ?                  | ?                   |
|             | البنك الإفريقي للتنمية             | ?                  | ?                   |

## وصلات خارجية
- موقع وزارة الخارجية الهندية
- موقع وزارة الخارجية الفنلندية